# Divisionär
Divisionär oder Divisionsgeneral ist die wörtliche Übersetzung einer in den Streitkräften verschiedener Länder genutzten Rang- oder Dienstgradbezeichnung, die in der Regel einen Zweisternegeneral (OF-7), mitunter aber auch einen Dreisternegeneral bezeichnet.

## Lateinamerika
Der Divisionsgeneral (General de divisão) ist in der brasilianischen Armee das Äquivalent zum Generalleutnant (entspräche NATO-Rangstufe OF-8), also dem heutigen Dreisternegeneral. Dies ist in anderen lateinamerikanischen Ländern wie Chile oder Ecuador ebenso, aber nicht in allen Armeen Lateinamerikas. So führt der Divisionsgeneral (General de División) der Streitkräfte Venezuelas nur zwei Sonnensterne und steht im Dienstgradgefüge zwischen dem Brigadegeneral (General de Brigada) und dem Generalmayor/Generaloberst (Mayor General).

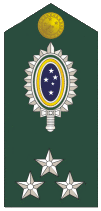
Brasilien General de divisão
Chile General de división
Ecuador General de división
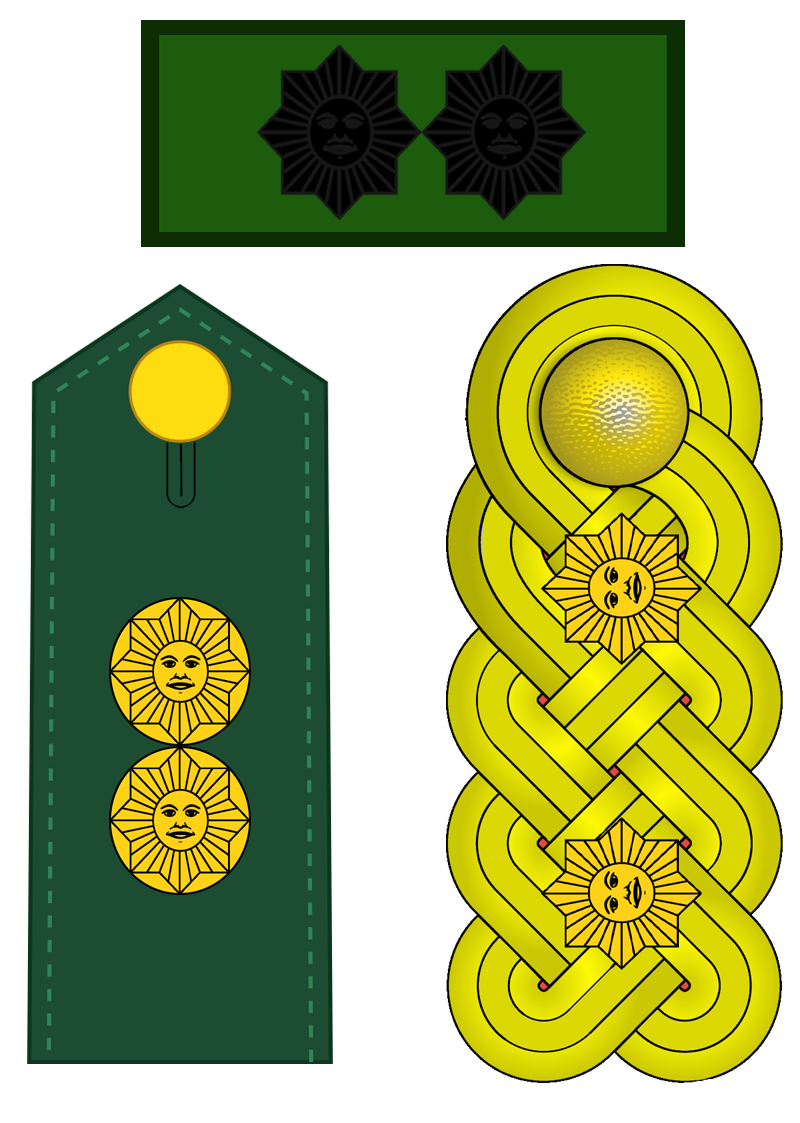
Venezuela General de división

## Frankreich, Italien, Spanien
Der Divisionsgeneral bildet in den Landstreitkräften der NATO-Länder Frankreich (général de division), Italien (generale di divisione) und Spanien (general de división) das Äquivalent zum Zweisternerang (OF-7). In Frankreich und einigen frankophonen Staaten führt der Dreisterne-General Général de division zumeist eine Division und rangiert über dem Général de brigade und unter dem Général de corps d'armée. Für spanische Generalärzte (Sanitätsoffiziere der Dienstgradgruppe der Generale) heißt der Dienstgrad General de División Médico (entspricht bei der Bundeswehr dem Generalstabsarzt).

Frankreich Général de division aérienne
Spanien General de División
Italien Generale di Divisione

## Litauen
Der Divisionsgeneral war von 1920 bis 1940 das Äquivalent zum Generalmajor (OF-7) in der Litauischen Armee.

## Österreich
Von 1980 bis 2002 wurde der Dienstgrad Divisionär nach Schweizer Vorbild auch im österreichischen Bundesheer verwendet. Mit 1. Dezember 2002 wurde er durch Generalmajor ersetzt.
In der k.u.k. Armee trugen die Kommandeure von Divisionen – unabhängig von ihrer Charge, sie waren zumeist Generalmajor oder Feldmarschalleutnant – als Bezeichnung ihrer Dienststellung den Titel „Divisionär“.
Siehe dazu auch

## Polen
Ähnliche Rangbezeichnungen gibt es auch in anderen Ländern, beispielsweise in Polen. Dort ist der
Divisionsgeneral (polnisch Generał dywizji – gen.dyw.) in den polnischen Streitkräften der dritthöchste militärische Rang oder Dienstgrad, zu dem ein Offizier in Friedenszeiten befördert werden kann. Der Rang ist mit dem Generalmajor in anderen NATO-Streitkräften vergleichbar.
siehe auch

## Schweiz
Divisionär (Div; divisionnaire, divisionario) ist die Gradbezeichnung für den Zweisternerang (OF-7) der Dienstgradgruppe der höheren Stabsoffiziere in der Schweizer Armee. Bis 1977 wurde der Grad als Oberstdivisionär bezeichnet. Im Verkehr mit dem Ausland wird der Divisionär als Major General bezeichnet (Maj Gen). NATO-Code: OF-7. Das Dienstgradabzeichen zeigt bei der Schweizer Armee zwei mit goldenem Lorbeerlaub eingefasste Sterne auf den Achselschlaufen und einen Lorbeerkranz mit einem schmalen Streifen am oberen Rand auf dem Uniformkäppi.
| Niedrigerer Dienstgrad Brigadier | Offiziersdienstgrad Divisionär | Höherer Dienstgrad Korpskommandant |
| Einordnung: Mannschaften – Unteroffiziere – Höhere Unteroffiziere – Subalternoffiziere – Hauptleute – Stabsoffiziere – Höhere Stabsoffiziere – Oberbefehlshaber der Armee Alle Dienstgrade auf einen Blick: Grade der Schweizer Armee |                                |                                    |

## Sowjetunion
Von 1935 bis 1940 war die Bezeichnung KomDiw die Kurzbezeichnung für Komandir diwisii (russisch Комдив / Командир дивизии; englisch commander of the division / division commander, deutsch Divisionär, Divisionsführer oder Divisionskommandeur) ein sowjetischer Generalsrang und entsprach dem Rang eines Generalleutnants OF-7.